# Liocichla ripponi
El charlatán de Rippon (Liocichla ripponi) es una especie de ave paseriforme de la familia Leiothrichidae propia del sudeste asiático. Se encuentra en Birmania, Tailandia, Vietnam y el sur de China.